# Улюбленець публіки
Улюбленець публіки (рос. Любимец публики) — радянський дитячий художній фільм 1985 року, знятий режисерами Олександром Згуріді і Наною Клдіашвілі на студії «Центрнаукфільм».

## Сюжет
За мотивами оповідання А.Купріна «Білий пудель». Несправедливо скривджений господарем цирку улюбленець публіки — клоун Микита Лопатін — покидає цирк, у якому багато років виступав. Разом зі своїм племінником Сергієм та цирковим пуделем Арто Лопатін вирушає до Феодосії, даючи дорогою вуличні вистави, щоб заробити на життя.

## У ролях
- Анатолій Ромашин — Микита Іонович Лопатін, клоун
- Кирило Головко-Серський — Сергій
- Альгімантас Масюліс — директор цирку шапіто
- Михайло Зимін — директор столичного цирку
- Ігор Кашинцев — шпрехшталмейстер / лікар хлопчика Тріллі
- Георгій Куликов — лікар, друг Лопатіна
- Ія Нінідзе — Генрієтта, актриса цирку, гімнастка
- Олександр Серський — Антоніо, Антон Антонович, артист цирку
- Амаяк Акопян — Ніко, фокусник
- Микола Никольський — Карпов, офіцер
- Теа Габунія — господиня дачі
- Михайло Єфімов — Триллі
- Нонна Терентьєва — мама Тріллі, господиня садиби
- Юрій Саранцев — двірник Порфирій
- Сергій Бандурін — епізод
- Олександр Бобровський — епізод
- Валентин Брилєєв — адміністратор цирку
- Федір Валіков — епізод
- Наталія Головко — гувернантка
- Олег Ізмайлов — епізод
- Надія Матушкіна — епізод
- Віктор Уральський — конюх у цирку
- Наталія Шульгіна — епізод
- Ельвіна Ельворті — Ганна Іллівна, артистка цирку мадам Дюваль
- Слава Нікітін — епізод

## Знімальна група
- Режисери — Олександр Згуріді, Нана Клдіашвілі
- Сценаристи — Олександр Згуріді, Нана Клдіашвілі
- Оператор — Вадим Алісов
- Композитор — Альфред Шнітке
- Художник — Михайло Богданов